# Kazuo Fukushima
Pour les articles homonymes, voir Fukushima.
Kazuo Fukushima (福島 和夫), Fukushima Kazuo; né le 11 avril 1930 à Tokyo et mort le 19 août 2019, est un compositeur japonais.
Fukushima commence comme autodidacte. En 1953, il rejoint le groupe expérimental « Jikken Kōbō » fondé par Toru Takemitsu et Joji Yuasa. En 1961, il participe aux cours d'été de musique moderne de Darmstadt, réside à Cambridge en 1961/1962 et retourne ensuite au Japon. En 1964, il est nommé professeur à l'école de musique Ueno-Gakuen à Tokyo.
Dans sa musique qui donne à la flûte une place privilégiée et où des éléments du jeu de shakuhachi sont transposés sur la flûte traversière, se combinent les tendances occidentales contemporaines avec les traditions japonaises du théâtre nô et du gagaku.

## Compositions
- 1953 : Poésie ininterrompue pour violon solo
- 1956 : Requiem pour flûte solo
- 1957 : Ekāgra pour flûte alto et piano
- 1959 : Three Pieces from Chu-u pour flûte et piano
- 1961 : Hi-Kyo pour flûte, piano, cordes et percussions
- 1961 : Shizu uta pour soprano, chœur de femmes, 2 flûtes et harpe
- 1962 : Kadha karuna pour flûte et piano
- 1962 : Mei pour flûte solo
- 1968 : A Ring of the Wind pour piano
- 1969 : Shun-san pour flûte solo
- 1971 : Rai pour flûte et piano
- 1972 : Suien pour piano
- 1973 : Kashin pour flûte de bambou, biwa, contrebasse et batterie

## Source de la traduction
- (de) Cet article est partiellement ou en totalité issu de l’article de Wikipédia en allemand intitulé « Kazuo Fukushima » (voir la liste des auteurs).